# Мраморный клоп
Мраморный клоп (лат. Halyomorpha halys) — вид насекомых из семейства клопов-щитников Pentatomidae отряда полужесткокрылых. В странах Европы и США мраморный клоп является серьёзным сельскохозяйственным вредителем.

## Ареал
Родиной являются страны Юго-Восточной и Восточной Азии, включая Китай, Японию, страны Корейского полуострова, Тайвань и Вьетнам. С 1996 года вид начал активно расселяться по территории США и к 2014 году был отмечен в 34 штатах и в южных провинциях Канады. В 2007 году был выявлен в Швейцарии, а в 2010 году — в Новой Зеландии. В 2010 году в Англии было обнаружено два живых имаго в багаже пассажира, следовавшего самолётом из США. В начале 2010-х оказался в Центральной Азии. В 2014 году нимфы были найдены на территории России в Сочи.
Начиная со второй половины 2015 года была отмечена вспышка массового размножения клопа во влажных субтропиках России и на территории Абхазии, что в 2016 году вызвало существенные потери урожая плодовых и субтропических культур.

## Описание

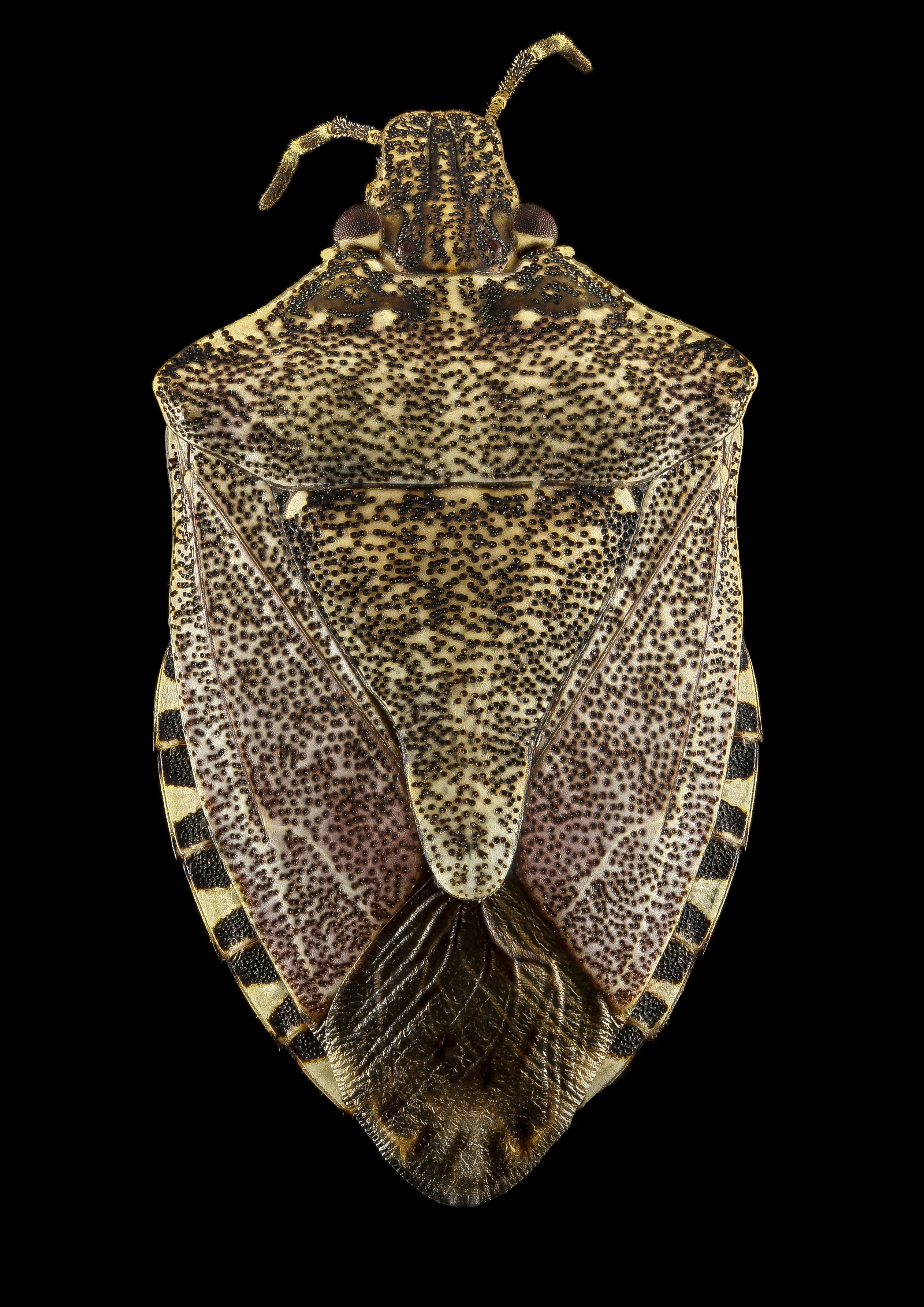

Типичный клоп-щитник. Тело грушевидной формы, слегка уплощенное длиной 10-17 мм. Окраска коричневая, но верхняя сторона тела и голова имеют чередующиеся тёмные и светлые пятна, образующие «мраморный» рисунок. Нижняя сторона тела — белого или бледно-коричневого цвета, порой с серыми или чёрными крапинками. Характерным отличием кроме окраски являются светлые кольца на усиках, которых нет у похожих клопов родов Brochymena и Euschistus. Ноги — коричневые, также с белыми полосами.

## Жизненный цикл
Зимуют взрослые особи, предпочитая человеческие жилища и строения иным укрытиям. Клопы проникают в дома через щели, под сайдинг, между зазорами в облицовке, где в тепле пережидают холодное время года. Так, в одном доме может собраться несколько тысяч насекомых. Ошибочно принимая теплоту помещений за наступление весны, клопы наводняют жилые комнаты, собираются вокруг ламп и под потолком, вызывая этим ряд неудобств.
Весной самка откладывает белые шаровидные яйца, размером от 1,3 до 1,6 мм. Обычно она прикрепляет их к нижней стороне листа кучками по 20-30 штук. Отрождаясь, нимфы могут оставаться в кладке на протяжении нескольких дней. Вид имеет пять личиночных возрастов, на протяжении каждого из которого личинки выглядят по-разному. Нимфы в первом возрасте имеют оранжевую или красную окраску. На второй возрастной стадии личинка становится тёмной, почти чёрной. На последующих возрастах личинки приобретают коричневато-белый окрас. Полный цикл развития занимает 35-45 дней. Во влажных субтропиках России и Абхазии развивается в трёх поколениях в течение года: первое поколение — с I декады мая (яйцекладки) по II—III декады июня; второе поколение — с II—III декады июня по I декаду августа; третье поколение — с I декады августа по I декаду октября, затем имаго уходят в зимнюю диапаузу.
Личинка и взрослое насекомое питаются одними и теми же видами растений, предпочитая плоды и молодые побеги большинства садовых культур. Клоп прокалывает хоботком наружные ткани растений, высасывая сок.

## Сельскохозяйственное значение
В начале XXI века мраморный клоп распространился в Северной и Южной Америках, Европе, Ближнем Востоке и на юге России, где, ввиду отсутствия естественных врагов, его численность неконтролируемо растет. Так, в 2017 году клоп уничтожил около половины урожая мандаринов в Абхазии и распространился на территории от Сочи до Новороссийска, вызывая неудобства у сельских жителей.
Коричнево-мраморный клоп нечувствителен к инсектицидам пиретроидного ряда, что значительно затрудняет борьбу с ним химическими методами.

## Естественные враги
Основным врагом является паразитическая оса Trissolcus japonicus, обитающая в рамках естественного ареала мраморного клопа в Китае, Корее, Японии. Данный вид ос паразитирует на яйцах клопа и к настоящему времени обнаружен в естественных условиях в США, Канаде, Италии. Некоторые виды пауков могут охотиться на мраморных клопов. Паук Trichonephila clavata (инвазивный азиатский вид) является естественным хищником мраморного клопа.